# Amantes de una noche
«Amantes de una noche» es el segundo sencillo de la cantante dominicana Natti Natasha en colaboración con el puertorriqueño Bad Bunny. Fue publicado el 11 de enero de 2018 por la discográfica Pina Records.

## Video musical
El video musical se estrenó dos días después del lanzamiento de la canción.

### Trama
Natti chatea con Bunny por la aplicación WhatsApp seduciéndolo con el conocido método para pasar fotos al desnudo "Pasa el pack" y pidiéndole que sea "su malo" y su "amante" por una noche. También se puede apreciar en el video a Natti y Bunny bailando y perreando en una sala vacía con luces de neón rosa y azul. Hay también escenas explícitas en el video.

## Posiciones
| Clasificación (2018) | Posición máxima |
| -------------------- | --------------- |
| República Dominicana | 3               |
| España               | 49              |